# ヒョウガユスリカ
ヒョウガユスリカ (Diamesa kohshimai) とは、ユスリカ科に属する昆虫の1つ。

## 概要
ヒョウガユスリカは、和名が示すとおり氷河に生息する昆虫である。氷上に生息する生物はセッケイカワゲラなどがいるが、ヒョウガユスリカはより低温に耐える事ができ、マイナス16℃でも活動することが出来る。これは昆虫で最も低い温度であり、より単純な生物である好冷菌にも匹敵する。逆に手のひらにのせると、体温に耐え切れず動かなくなる。

## 生活史
ヒョウガユスリカは幼虫・成虫ともに黒色の身体をしており、白い氷河の上では非常に目立つ。生息するのはヒマラヤ山脈の氷河である。氷河には、クリオコナイトと呼ばれる藍藻や真正細菌、鉱物粒子で構成された黒色の粒子があり、太陽光を吸収して局所的に氷河が溶ける。これによって形成された穴や水溜りをクリオコナイトホールと呼び、ヒョウガユスリカは主にそこに生息している。
幼虫はクリオコナイトホールの水溜りや、氷河の積雪の下にある泥の中に生息し、藍藻や真正細菌を食べて生きている。成虫は体長3mmほどであり、羽は退化している。成虫のメスは、産卵期になると氷河の表面を、氷河の上流方向へと歩いて移動する。これは氷河が移動するため、氷河からはみ出さないために移動を行うと考えられている。

## 発見
ヒョウガユスリカは、1982年にヒマラヤ山脈のネパール側、標高5100mから5700mの高所にあるヤラ氷河で幸島司郎によって発見された。発見についてまとめた論文は1984年にネイチャーに掲載された。学名の種小名である "kohshima" は、発見者である幸島に因んでいる。
藻類や真正細菌は、他の生物も餌としており、ヒョウガユスリカの発見によって、氷河に生息する生物の生態系の一部が明らかとなった。